# Gemmabryum californicum
Gemmabryum californicum là một loài Rêu trong họ Bryaceae. Loài này được (Sull.) J.R. Spence mô tả khoa học đầu tiên năm 2007.